# Callambulyx tatarinovii
Callambulyx tatarinovii hoặc unmonsuzume (ウンモンスズメ) là một loài bướm đêm bản địa của Nhật Bản.

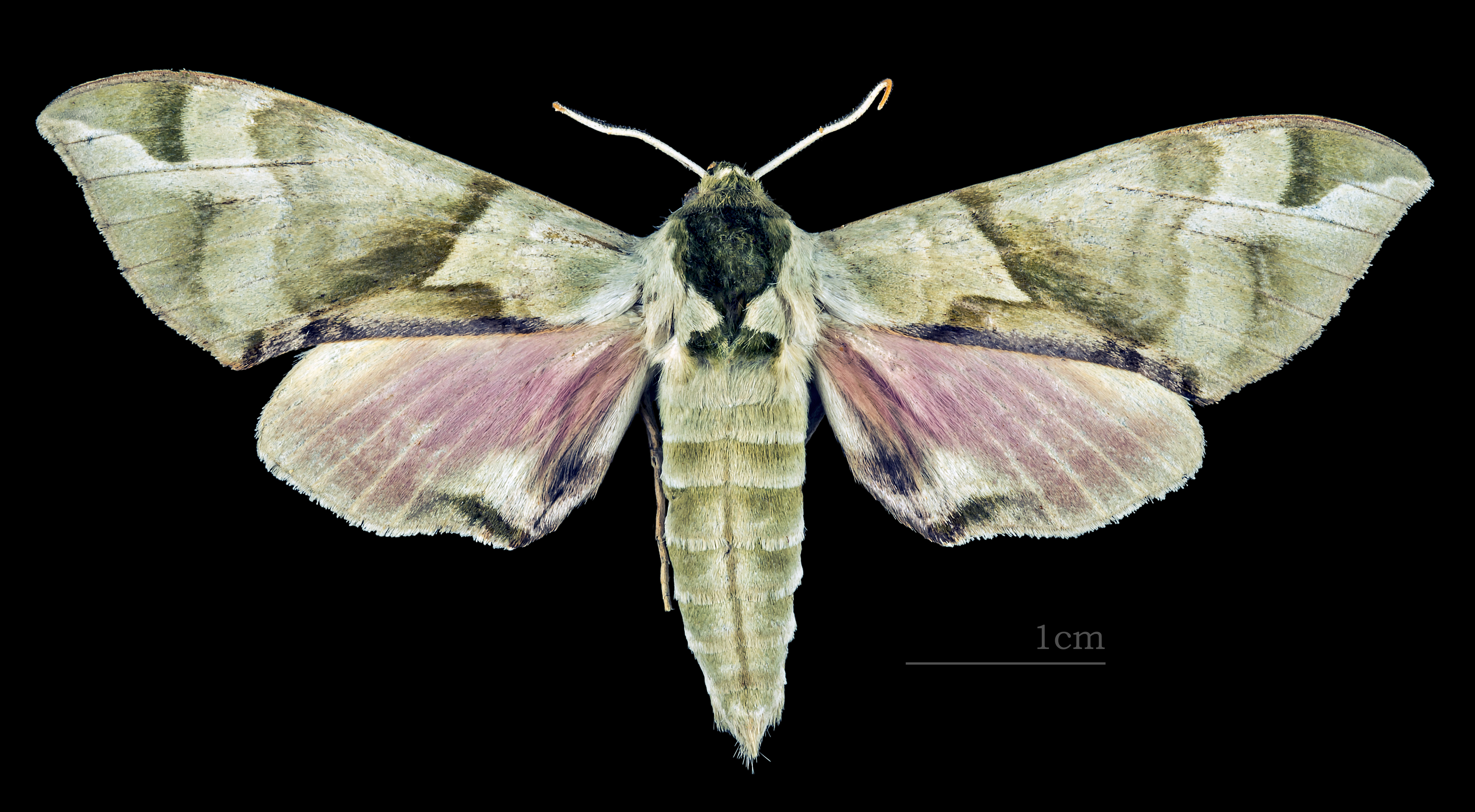
Callambulyx tatarinovii tatarinovii ♂
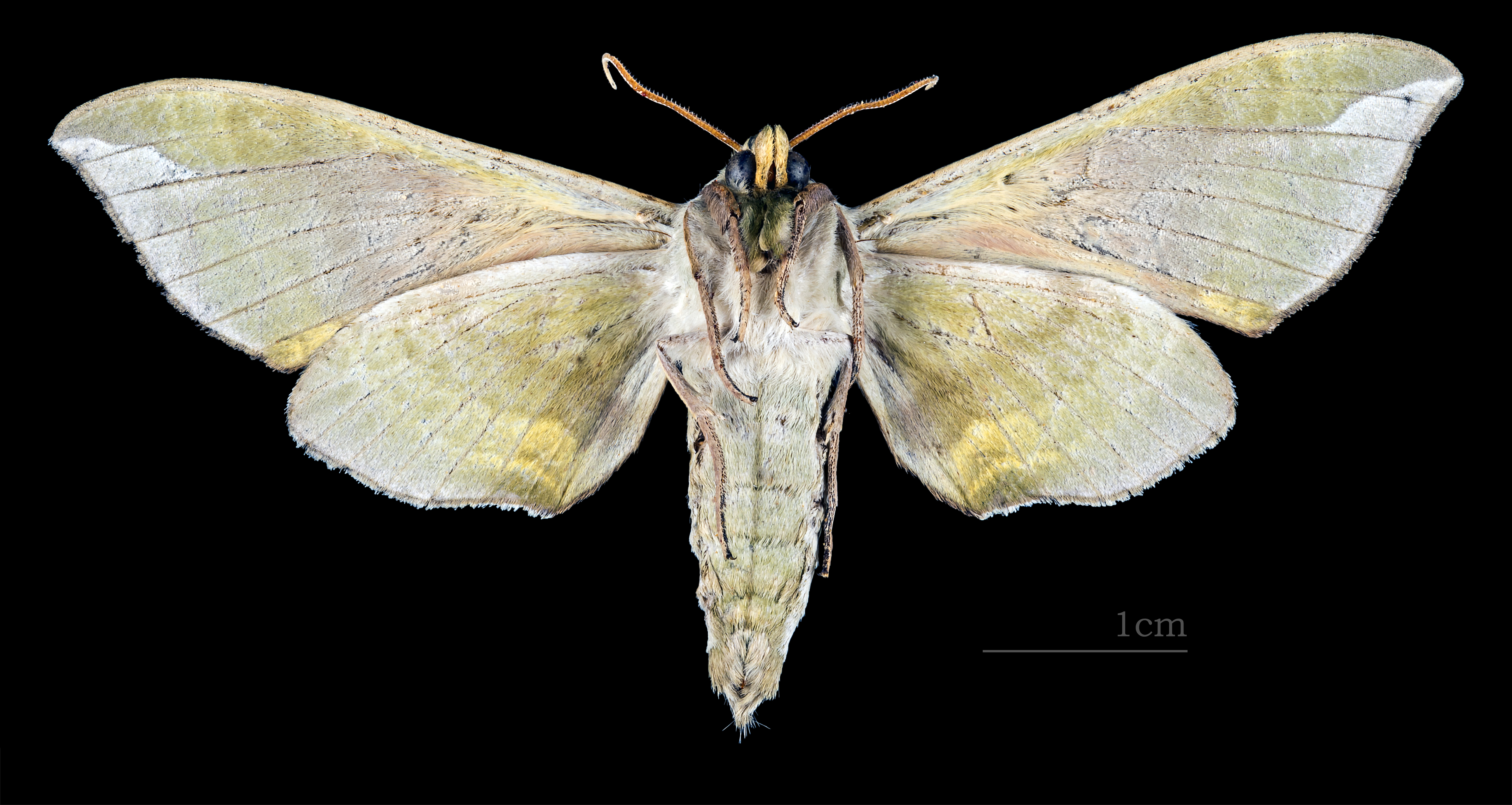
Callambulyx tatarinovii tatarinovii ♂ △
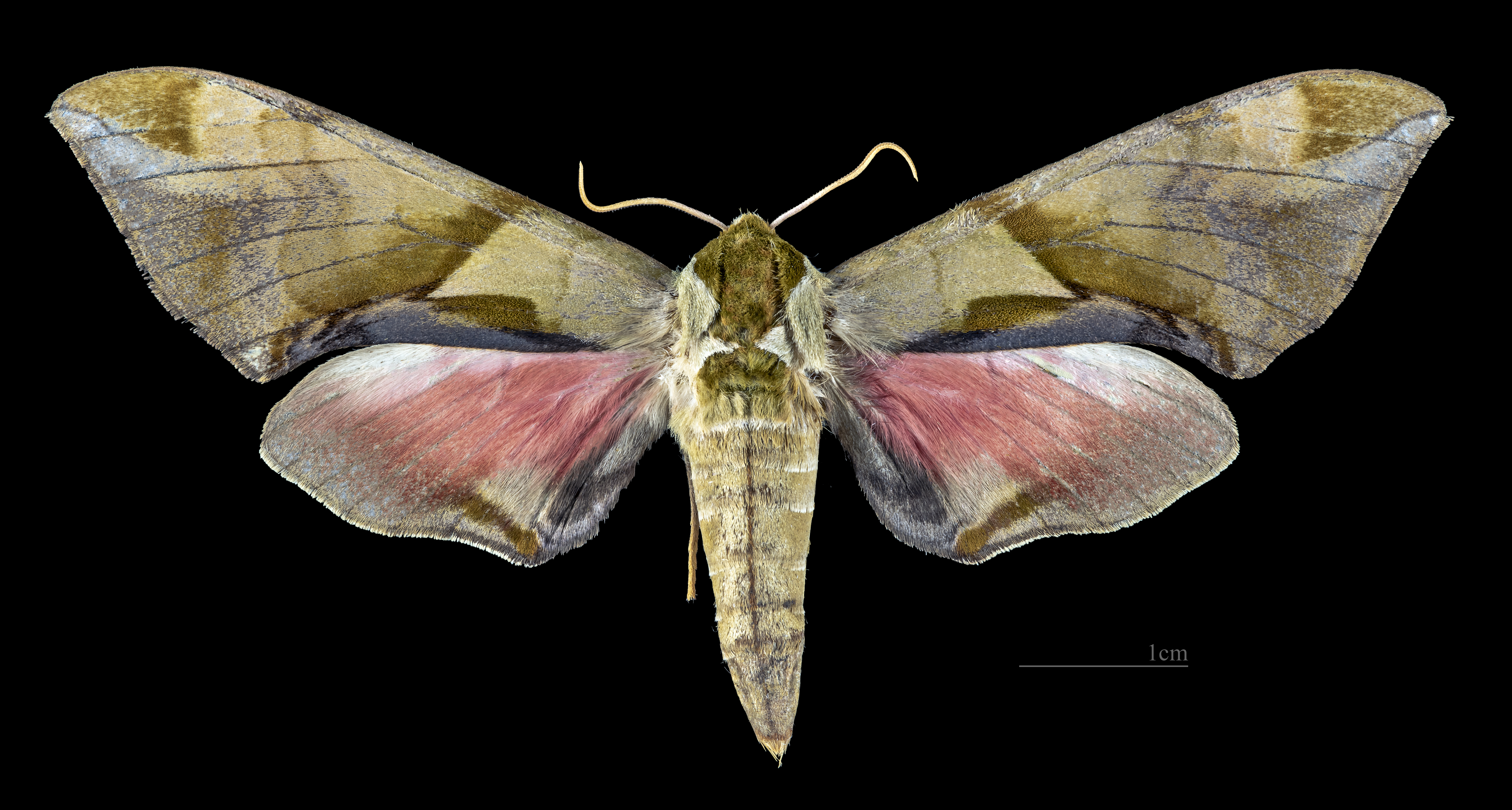
Callambulyx tatarinovii tatarinovii ♀
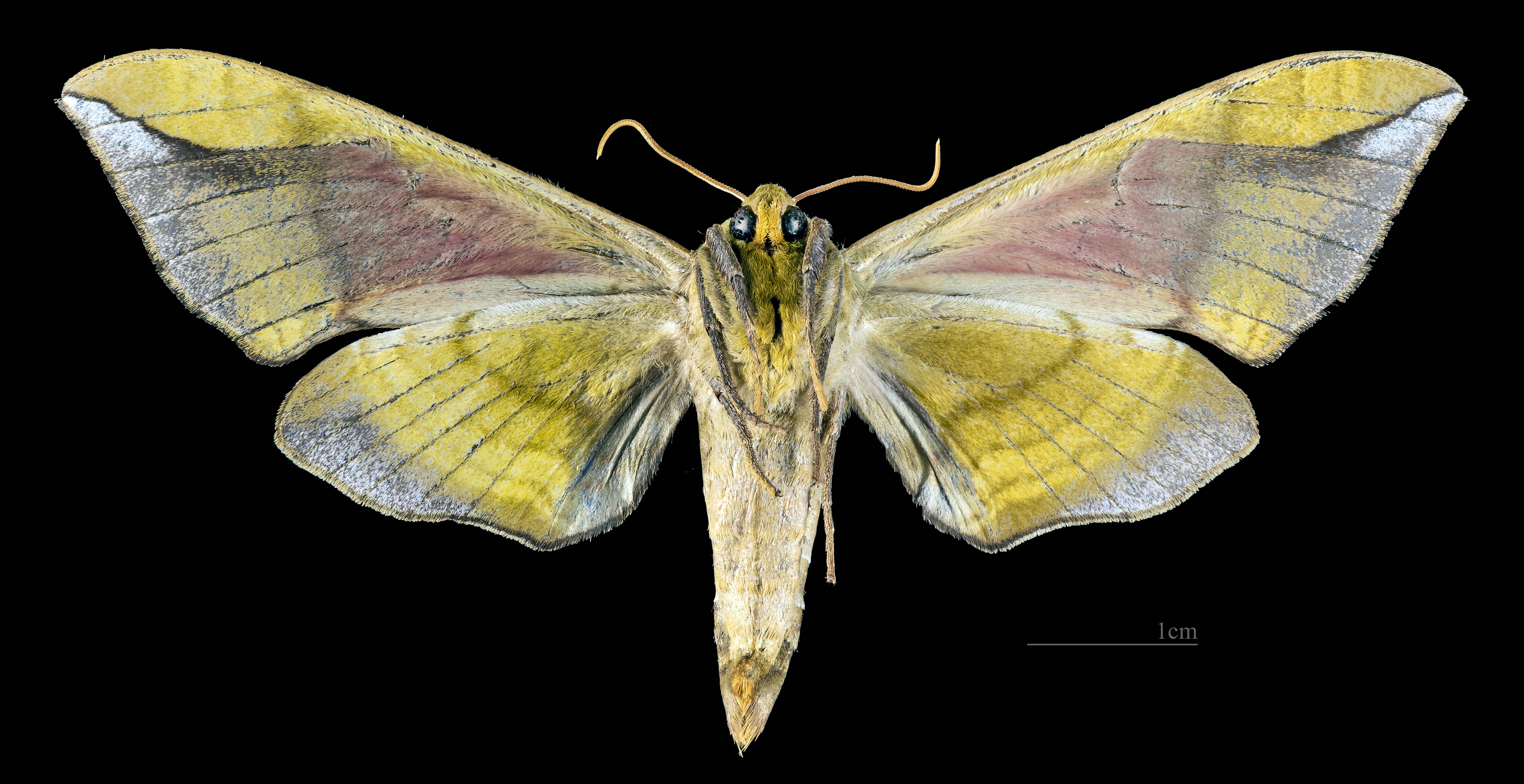
Callambulyx tatarinovii tatarinovii ♀ △

## Phụ loài
- - Callambulyx tatarinovii tatarinovii
  - Callambulyx tatarinovii formosana - Clark, 1935 
  - Callambulyx tatarinovii gabyae - Bryk, 1946

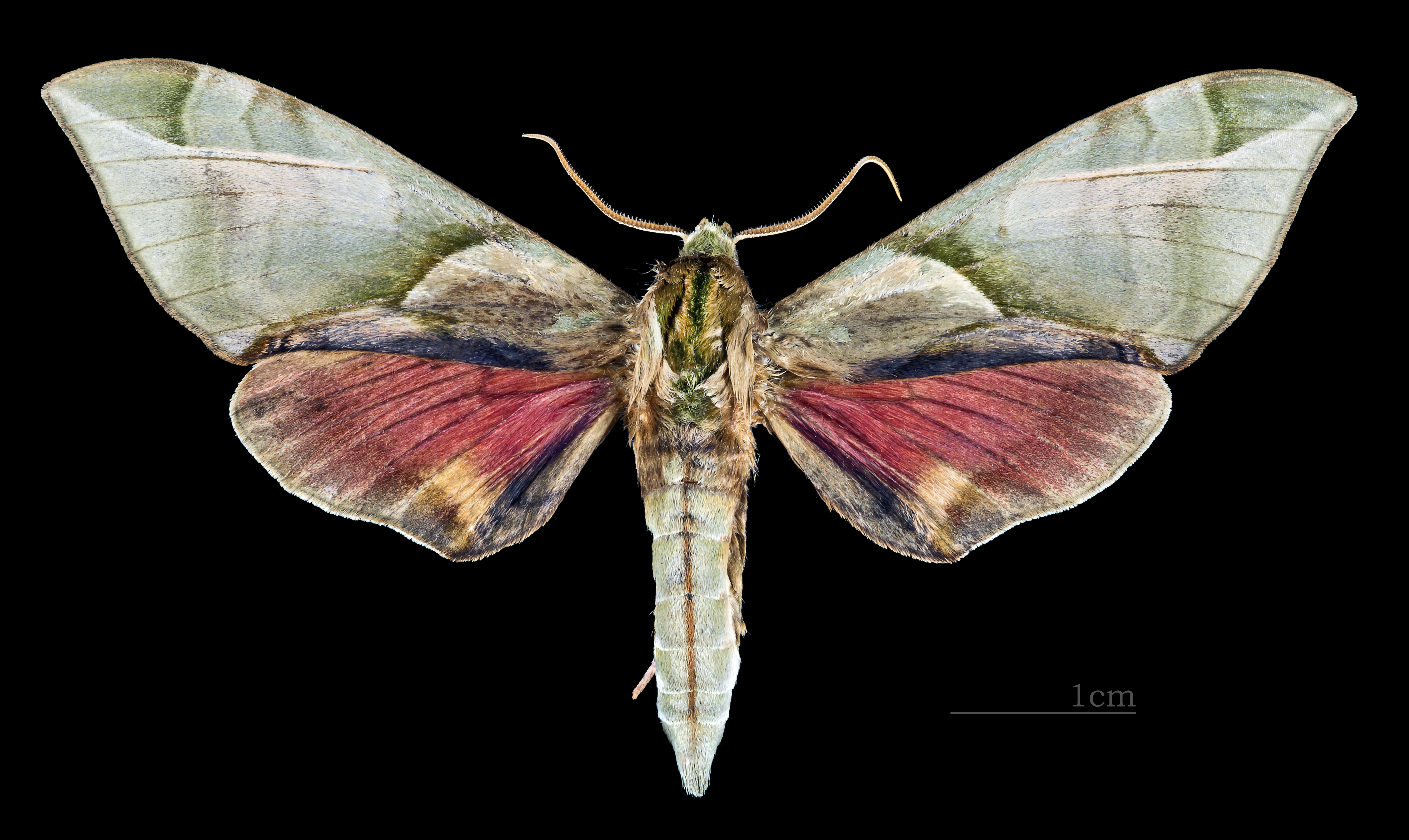
C. t. formosana ♂
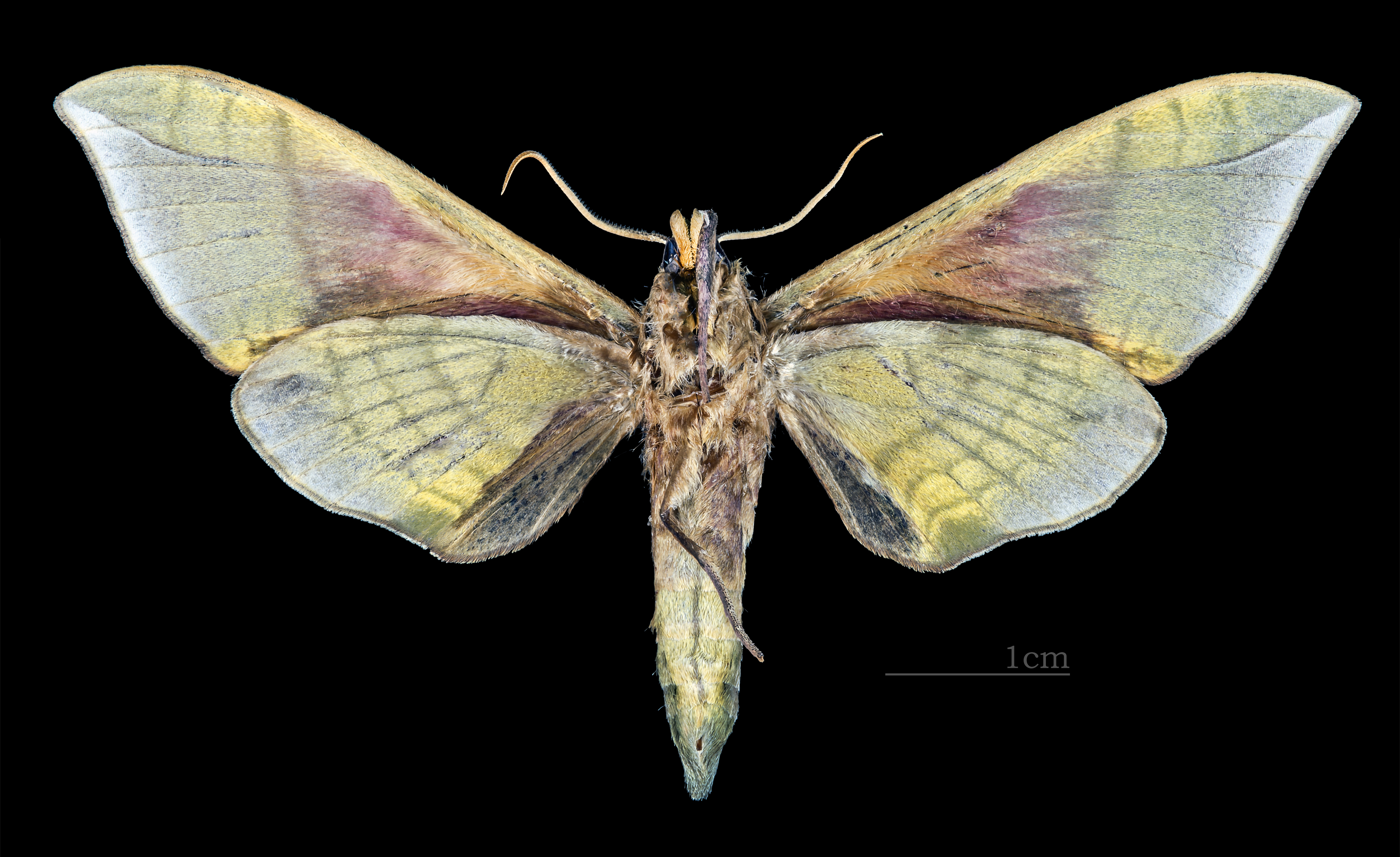
C. t. formosana ♂ △
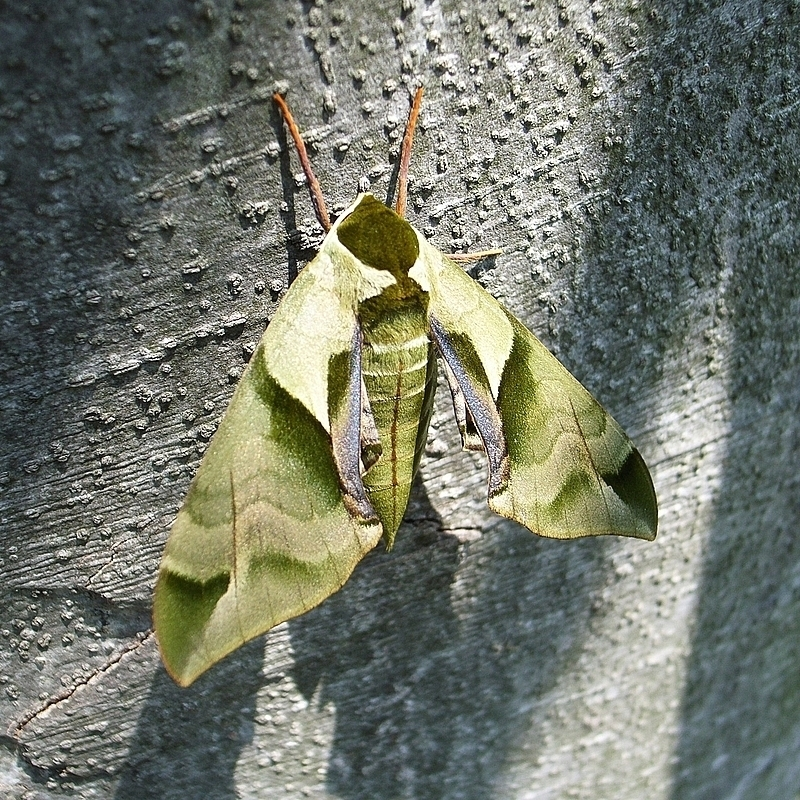
C. t. gabyae